# Helga Schmid
Helga Maria Schmid (ur. 8 grudnia 1960 w Dachau) – niemiecka dyplomatka, w latach 2016–2020 sekretarz generalny Europejskiej Służby Działań Zewnętrznych (EEAS), od 2020 sekretarz generalny Organizacji Bezpieczeństwa i Współpracy w Europie (OBWE).

## Życiorys
Studiowała głównie na Uniwersytecie Ludwika i Maksymiliana w Monachium, w 1987 uzyskała magisterium z filologii angielskiej i romańskiej, literatury, historii i polityki. W latach 1988–1990 kształciła się w Akademii Dyplomatycznej w Wiedniu. Zawodowo związana z dyplomacją jako urzędniczka niemieckiego resortu spraw zagranicznych. Była m.in. oficerem prasowym w ambasadzie w Waszyngtonie (1991–1994), doradczynią do spraw politycznych ministrów Klausa Kinkela i Joschki Fischera (1994–2000), zastępczynią dyrektora (2000–2003) oraz dyrektorem (2003–2005) zespołu politycznego w ministerstwie i biura ministra.
W 2006 przeszła do pracy w strukturach Unii Europejskiej. Objęła stanowisko dyrektora wydziału planowania i wczesnego ostrzegania w biurze wysokiego przedstawiciela do spraw wspólnej polityki zagranicznej i bezpieczeństwa. W 2010 powołana na zastępczynię sekretarza generalnego Europejskiej Służby Działań Zewnętrznych, w trakcie pełnienia tej funkcji odpowiadała za kwestie polityczne. W 2016 objęła urząd sekretarza generalnego tej służby, który sprawowała przez cztery lata. Podczas pracy w EEAS należała do współtwórców porozumienia nuklearnego z Iranem w 2015, uczestniczyła też w negocjacjach między UE i Rosją w trakcie kryzysu międzynarodowego wywołanego aneksją Krymu i wojną w Donbasie.
W 2020 mianowana sekretarzem generalnym Organizacji Bezpieczeństwa i Współpracy w Europie.

## Odznaczenia
Odznaczona Orderem Zasługi Republiki Federalnej Niemiec I klasy.